# روجر بوردييه
روجر بوردييه (بالفرنسية: Roger Bordier)‏ ولد في 5 مارس 1923 ببلوا ، وهو كاتب فرنسي. حصل على جائزة رينودو الأدبية عام 1961.

## روابط خارجية
- روجر بوردييه على موقع مونزينجر (الألمانية)